# Томпсон, Жасмин
Жасмин Ин Томпсон (англ. Jasmine Ying Thompson; род. 8 ноября 2000) — британская певица и автор песен англо-китайского происхождения. Начав выпускать кавер-версии хитов в 2010 году, достигла широкого признания после исполнения песни «Sun Goes Down» в стиле дип-хаус, продюсером которой был Робин Шульц. Эта песня попала в чарты «ТОП 10» нескольких стран, в том числе Австралии, Германии, Австрии и Швейцарии.
В 2015 году канал певицы на YouTube собрал более 1,8 млн подписчиков и свыше 220 миллионов просмотров. Её акустический кавер на песню Чаки Хан «Ain’t Nobody» поднялся до тридцать второго места в чарте синглов Великобритании, после того как был использован в рекламе сети супермаркетов Sainsbury’s.
Ремикс от диджея Феликса Йена на этот кавер в 2015 году стал супер-хитом и поднялся на второе место в чарте Великобритании, попав также в чарты ряда других стран. Видео в интернете получило более ста миллионов просмотров.
Её голос был описан как «жуткий», «мягкий» и «яркий».

## Ранняя жизнь
Родилась 8 ноября 2000 года в Лондоне. Её отец — англичанин, а мать — китаянка. В 2017 году родители развелись, и это подвигло Жасмин на интервью о Wonderland, её последнем на тот момент мини-альбоме.

## Карьера

### 2013:Bundle of Tantrums
В июле 2013 года Томпсон выпустила кавер-версию песни Naughty Boy «La La La». В августе она выпустила ещё три кавера: на песню Тейлор Свифт «Everything Has Changed» (в дуэте с Джеральдом Ko), «Let Her Go» исполнителя Passenger и кавер-версию композиции Дэвида Гетты «Titanium». В сентябре того же года она выпустила свой дебютный альбом Bundle of Tantrums, который включал в себя такие синглы, как «La La La», «Let Her Go» и «Titanium». В сентябре 2013 года певица записала кавер-версию на песню Чаки Хан «Ain’t Nobody». Данная перепевка использовалась в рекламе сети супермаркетов Sainsbury's и достигла 32-го места в UK Singles Chart. В октябре 2013 года она выпустила мини-альбом Under the Willow Tree. Вошедшая туда песня «Run» имела определённый успех в Европе и США. Выступала вместе с австралийским поп-певцом Коди Симпсоном во время его акустического турне, которое закончилось в Бирмингеме. Во время турне Томпсон публиковала фотографии своих фанатов в Твиттере, выражая благодарность за поддержку.

### 2014—настоящее:Another Bundle of Tantrums
20 апреля 2014 году певица выпустила свой второй студийный альбом Another Bundle of Tantrums. Он занял 126 место в UK Albums Chart. В сентябре 2014 года Томпсон записала кавер на песню «Everybody Hurts», который был использован компанией BBС в осеннем трейлере сериала «Жители Ист-Энда». В трейлере были показаны персонажи сериала Кэт Мун, Шерон Уоттс и Линда Картер, которые пели слова из песни Жасмин. 25 мая 2015 Томпсон объявила на своей странице в Facebook, что она подписала контракт с лейблом Atlantic Records. Позднее был выпущен первый под этим лейблом сингл «Adore». В 2015 году немецкий продюсер и диджей Феликс Йен выпустил ремикс «Ain’t Nobody», оригинал которого был выпущен Жасмин в 2013 году под названием «Ain’t Nobody (Loves Me Better)». Песня стала мировым хитом, заняв первые строчки чартов Австрии, Германии, Венгрии, Израиля и Нидерландов, а также войдя в десятки первых в списках Бельгии, Дании, Финляндии, Франции, Румынии, Швеции и Швейцарии.
В 2016 году её кавер на песню группы Depeche Mode «Mad World»  прозвучал в трейлере фильма Юэна Макгрегора «Американский пастор».
В то же время этот же кавер прозвучал во французском фильме «Ares». Он звучит в конце фильма, во время титров (Просмотр на данный момент доступен в США на канале Netflix).
19 мая 2017 года Томпсон выпустила свой четвёртый мини-альбом Wonderland.
29 марта 2019 года вышел пятый мини-альбом Colour.
17 июля 2020 года Томпсон записала сингл «Funny» совместно с диджеем Zedd.

## Дискография

### Студийные альбомы
| Bundle of Tantrums         | - Выпущен: 6 сентября 2013 - Лейбл: N/A (независимый) - Формат: Цифровое скачивание | 160 | 8 |
| Another Bundle of Tantrums | - Выпущен: 20 апреля 2014 - Лейбл: N/A (независимый) - Формат: Цифровое скачивание  | 126 | 9 |

### Мини-альбомы
| Название              | Детали                                                                                         |
| --------------------- | ---------------------------------------------------------------------------------------------- |
| Under the Willow Tree | - Выпущен: 20 октября 2013 - Лейбл: N/A (независимый) - Формат: Цифровое скачивание            |
| Take Cover            | - Выпущен: 9 декабря 2014 - Лейбл: N/A (независимый) - Формат: Цифровое скачивание             |
| Adore                 | - Выпущен: 18 сентября 2015 - Лейбл: Atlantic Records - Формат: CD, цифровое скачивание        |
| Wonderland EP         | - Выпущен: 9 мая 2017 - Лейбл: Atlantic Recording Corporation - Формат: Цифровое скачивание    |
| Colour                | - Выпущен: 29 марта 2019 - Лейбл: Atlantic Recording Corporation - Формат: Цифровое скачивание |
| Colour                | - Выпущен: 29 марта 2019 - Лейбл: Atlantic - Формат: Цифровое скачивание                       |

### Синглы

#### В качестве ведущего артиста
| 2013                                                         | «Ain’t Nobody»                            | 32 | —  | —  | 76 | —  | 32 | —  |                                    | Неальбомный сингл |
| 2016                                                         | «Adore»                                   | —  | —  | 91 | —  | 34 | —  | 39 | - FIMI: Платиновый - ZPAV: Золотой | Adore             |
| 2016                                                         | «Do It Now»                               | —  | —  | —  | —  | —  | —  | —  |                                    | Adore             |
| 2017                                                         | «Mad World»                               | —  | 14 | —  | —  | —  | —  | —  |                                    | Неальбомный сингл |
| 2017                                                         | «Where We Belong» (при участии Hugel)     | —  | —  | —  | —  | —  | —  | —  |                                    | Неальбомный сингл |
| 2017                                                         | «Rise Up» (при участии Томаса Джека)      | —  | —  | —  | —  | —  | —  | —  |                                    | Неальбомный сингл |
| 2017                                                         | «Wonderland»                              | —  | —  | —  | —  | —  | —  | —  |                                    | Wonderland EP     |
| 2017                                                         | «Old Friends»                             | —  | —  | —  | —  | —  | —  | —  |                                    | Wonderland EP     |
| 2018                                                         | «Lonely Together»                         | —  | —  | —  | —  | —  | —  | —  |                                    | Неальбомный сингл |
| 2019                                                         | «Loyal»                                   | —  | —  | —  | —  | —  | —  | —  |                                    | Colour            |
| 2019                                                         | «Take Care»                               | —  | —  | —  | —  | —  | —  | —  |                                    | Colour            |
| 2019                                                         | «More»                                    | —  | —  | —  | —  | —  | —  | —  |                                    | Colour            |
| 2019                                                         | «This Year’s Love»                        | —  | —  | —  | —  | —  | —  | —  |                                    | Неальбомный сингл |
| 2020                                                         | «Love for the Lonely»                     | —  | —  | —  | —  | —  | —  | —  |                                    | TBA               |
| 2020                                                         | «Funny» (с Zedd)                          | —  | —  | —  | —  | —  | —  | —  |                                    | TBA               |
| 2021                                                         | «Already There»                           | —  | —  | —  | —  | —  | —  | —  |                                    | TBA               |
| 2021                                                         | «Love Is Just a Word» (с Калумом Скоттом) | —  | —  | —  | —  | —  | —  | —  |                                    | TBA               |
| «—» означает, что сингл не попал в чарты или не был выпущен. |                                           |    |    |    |    |    |    |    |                                    |                   |

#### В качестве приглашённого артиста
| Год                                                                                     | Название                                                      | Высшая позиция в чартах | Высшая позиция в чартах | Высшая позиция в чартах | Высшая позиция в чартах | Высшая позиция в чартах | Высшая позиция в чартах | Высшая позиция в чартах | Высшая позиция в чартах | Высшая позиция в чартах | Высшая позиция в чартах | Сертификации | Альбом            |
| Год                                                                                     | Название                                                      | UK                      | AUS                     | AUT                     | FRA                     | GER                     | IRE                     | ITA                     | NLD                     | SWE                     | SWI                     | Сертификации | Альбом            |
| --------------------------------------------------------------------------------------- | ------------------------------------------------------------- | ----------------------- | ----------------------- | ----------------------- | ----------------------- | ----------------------- | ----------------------- | ----------------------- | ----------------------- | ----------------------- | ----------------------- | --- | ----------------- |
| 2014                                                                                    | «Sun Goes Down» (совместно с Робином Шульцем)                 | 94                      | 7                       | 3                       | 15                      | 2                       | 11                      | 62                      | —                       | 57                      | 3                       | - BVMI: Платиновый - FIMI: Золотой - IFPI: Swit: Платиновый                                                                                            | Prayer            |
| 2015                                                                                    | «Ain’t Nobody (Loves Me Better)» (совместно с Феликсом Йеном) | 2                       | 6                       | 1                       | 2                       | 1                       | 5                       | 22                      | 1                       | 7                       | 5                       | - BPI: Золотой - ARIA: Платиновый - BEA: Платиновый - IFPI DEN: 2x Платиновый - SNEP: Золотой - BVMI: Платиновый - FIMI: Платиновый - RMNZ: Платиновый | Felix Jaehn       |
| 2015                                                                                    | «Unfinished Sympathy» (совместно с The Six)                   | —                       | —                       | —                       | —                       | —                       | —                       | —                       | —                       | —                       | —                       | | Неальбомный сингл |
| 2016                                                                                    | «Steady 1234» (совместно с DJ Vice и Скиззи Марсом)           | —                       | —                       | 22                      | —                       | 9                       | —                       | —                       | —                       | 58                      | —                       | | Неальбомный сингл |
| «—» означает, что сингл не попал в чарты или не был выпущен на определённой территории. |                                                               |                         |                         |                         |                         |                         |                         |                         |                         |                         |                         | |                   |

### В качестве соавтора песен
| Год  | Исполнитель  | Альбом            | Песня                                            | В соавторстве с                                                                                               |
| ---- | ------------ | ----------------- | ------------------------------------------------ | --- |
| 2017 | 3LAU         | Неальбомный сингл | «Hot Water» (с Audien при участии Виктории Заро) | Джастин Блоу, Натаниэль Рэтбен, Эмили Швартц, Скотт Фридман, Айдо Смишлани, Виктория Заро                     |
| 2018 | Marshmello   | Speak Your Mind   | «Friends» (с Анн-Мари)                           | Кристофер Комсток, Анн-Мари Николсон, Натали Данн, Эден Андерсон, Ричард Бродман, Пабло Боуман, Сара Бланчард |
| 2018 | Don Diablo   | Future            | «Higher» (совместно с Betty Who)                 | Дональд Шиппер, Мартин ван Сондерсон, Линди Роббинс, Майкл Макгиннис, Николас Скапа                           |
| 2020 | Селена Гомес | Rare              | «Kinda Crazy»                                    | Селена Гомес, Джастин Трантер, Рэми Якуб, Кристоффер Фодгельмарк, Албин Недлер                                |